# Luigi Giuliano
Luigi Giuliano (16. srpen 1930, Vercelli, Italské království – 23. prosinec 1993 Řím, Itálie) byl italský fotbalový záložník.
S fotbalem začal v klubu Pro Vercelli, kde také odehrál první zápasy ve druhé lize. V roce 1948 odešel hrát do Turína. Vyhnul se tragédii na Superze, jen díky tom že byl mladík a neodcestoval s týmem. Za býky získal jeden titul v tragické sezoně 1948/49. Zde působil do roku 1954 a odehrál 125 utkání. Toho roku byl prodán za 80 miliónů lir do Říma. Za vlky hrál osm sezon a vyhrál s ní Veletržní pohár 1960/61 a několik sezon nosil kapitánskou pásku. Po 267 utkání se v roce 1962 rozhodl ukončit kariéru.
Za reprezentaci odehrál jedno utkání.

## Hráčská statistika
| Sezóna  | Klub   | Liga    | Liga   | Liga | Ligové poháry | Ligové poháry | Ligové poháry | Kontinentální poháry | Kontinentální poháry | Kontinentální poháry | Celkem | Celkem |
| Sezóna  | Klub   | Soutěž  | Zápasy | Góly | Soutěž        | Zápasy        | Góly          | Soutěž               | Zápasy               | Góly                 | Zápasy | Góly   |
| ------- | ------ | ------- | ------ | ---- | ------------- | ------------- | ------------- | -------------------- | -------------------- | -------------------- | ------ | ------ |
| 1948/49 | Turín  | Serie A | 8      | 4    | -             | 0             | 0             | -                    | 0                    | 0                    | 8      | 4      |
| 1949/50 | Turín  | Serie A | 15     | 7    | -             | 0             | 0             | -                    | 0                    | 0                    | 15     | 7      |
| 1950/51 | Turín  | Serie A | 8      | 0    | -             | 0             | 0             | -                    | 0                    | 0                    | 8      | 0      |
| 1951/52 | Turín  | Serie A | 27     | 0    | -             | 0             | 0             | -                    | 0                    | 0                    | 27     | 0      |
| 1952/53 | Turín  | Serie A | 34     | 2    | -             | 0             | 0             | -                    | 0                    | 0                    | 34     | 2      |
| 1953/54 | Turín  | Serie A | 33     | 0    | -             | 0             | 0             | -                    | 0                    | 0                    | 33     | 0      |
| 1954/55 | Řím    | Serie A | 28     | 1    | -             | 0             | 0             | Stř. P               | 2                    | 1                    | 30     | 2      |
| 1955/56 | Řím    | Serie A | 34     | 2    | -             | 0             | 0             | -                    | 0                    | 0                    | 34     | 2      |
| 1956/57 | Řím    | Serie A | 26     | 1    | -             | 0             | 0             | -                    | 0                    | 0                    | 26     | 1      |
| 1957/58 | Řím    | Serie A | 10     | 3    | IP            | 1             | 0             | -                    | 0                    | 0                    | 11     | 3      |
| 1958/59 | Řím    | Serie A | 1      | 0    | IP            | 0             | 0             | -                    | 0                    | 0                    | 1      | 0      |
| 1959/60 | Řím    | Serie A | 14     | 0    | IP            | 0             | 0             | Vel.P                | 1                    | 0                    | 15     | 0      |
| 1960/61 | Řím    | Serie A | 28     | 2    | IP            | 3             | 0             | Stř. P+Vel.P         | 2+9                  | 0+1                  | 42     | 3      |
| 1961/62 | Řím    | Serie A | 1      | 0    | IP            | 0             | 0             | Vel.P                | 0                    | 0                    | 1      | 0      |
| Celkem  | Celkem | Celkem  | 267    | 22   | -             | 4             | 0             | -                    | 14                   | 2                    | 285    | 24     |

## Hráčské úspěchy

### Klubové
- 1× vítěz italské ligy (1948/49)
- 1x vítěz veletržního poháru (1960/61)

### Reprezentační
- 1× na MP (1955–1960)